# Roger Thérond
 (septembre 2008).
Si vous disposez d'ouvrages ou d'articles de référence ou si vous connaissez des sites web de qualité traitant du thème abordé ici, merci de compléter l'article en donnant les références utiles à sa vérifiabilité et en les liant à la section « Notes et références ».
Pour les articles homonymes, voir Thérond.
Roger Thérond, né le 24 octobre 1924 à Sète et mort le 23 juin 2001 à Paris, est un journaliste français, promoteur convaincu de l'usage des images photographiques dans la presse. 
Il a notamment été directeur de la rédaction de Paris Match et membre de l'équipe fondatrice du magazine spécialisé Photo.

## Biographie

### Origines familiales et formation
Il fait ses études secondaires au collège de Sète, où comme son compatriote Georges Brassens (1921-1981), il a comme professeur de français Alphonse Bonnafé, par la suite ami et biographe de Brassens.

### Débuts dans le journalisme
Roger Thérond commence sa carrière[Quand ?] comme correspondant à Paris du quotidien communiste La Voix de la patrie et comme critique de cinéma pour L'Écran français en 1945. 
ll devient reporter à Samedi-Soir en 1948.

### Paris-Match, première période (1949-?)
En 1949, repéré par Paul Gordeaux pour sa jeunesse et son entrain, il entre à Paris Match dans l'équipe que forment Hervé Mille, Gaston Bonheur, Paul Gordeaux, Mania Croissard, Georges Pernoud, Raymond Castans, Jacques Audiberti et Jacques Perret. En 1950, il en devient le rédacteur en chef. 
En 1968, il participe à la création de Ski Magazine.

### Paris-Match, deuxième période (1976-1999)
Il réintégre Paris Match en 1976 lors de sa reprise par Filipacchi, retrouvant le poste de directeur de la rédaction. Sous sa direction, le magazine renoue avec le succès et les ventes progressent. 
En 1980, la société Matra, présidée par Jean-Luc Lagardère prend le contrôle des éditions Hachette et du groupe de presse de Daniel Filipacchi, donnant naissance à Matra Hachette. 
En 1980, Thérond crée avec Jean-Luc Monterosso, à l'occasion de la première édition du Mois de la Photo de Paris, le Grand Prix Paris Match du photojournalisme, décerné tous les deux ans à un photojournaliste travaillant dans le domaine du reportage d'actualité. 
Thérond, surnommé « l’Œil », se retire en juillet 1999, à 74 ans, laissant son poste à Alain Genestar. 

### Roger Thérond et la photographie (horsParis Match
Il a été l'un des premiers collectionneurs de photographies du XIXe siècle.
En 1989, il participe à la création du festival de photojournalisme de Perpignan, Visa pour l'image. 
Après avoir quitté Paris Match, il rejoint le magazine Photo récemment créé par Daniel Filipacchi sur une idée de Walter Carone.

### Vie privée
Ami de Georges Brassens, lui aussi originaire de Sète, il a notamment participé à l'ouvrage de Pierre Berruer Georges Brassens, la marguerite et le chrysanthème paru en 2001.
Époux du mannequin Victoire, muse de Christian Dior et d'Yves Saint Laurent, il est le père d'Émilie Thérond, journaliste et réalisatrice (Mon maître d'école, paru en 2016).

### Mort et funérailles
Roger Thérond meurt deux ans après son départ de Paris Match, victime d'une maladie dont il souffrait depuis plusieurs années,.

## Publications
- Jean-Charles Tacchella et Roger Thérond, Les Années éblouissantes : le cinéma qu'on aime : 1945-1952, Paris, Filipacchi, 1988, 206 p.  (ISBN 2-85018-593-0)
- Roger Thérond (dir.), 50 ans Paris Match : 1949-1998, Paris, Filipacchi, 1998, 887 p. (2 vol.)  (ISBN 2-85018-601-5)
- Le Nu, photographies choisies et présentées par Roger Thérond, Paris, Éditions du Chêne, 2000, 183 p.  (ISBN 2-8427-7281-4)
- Surréalisme, photographies choisies et présentées par Roger Thérond, Paris, Éditions du Chêne, Paris, 2001, 191 p.  (ISBN 2-8427-7357-8)
- Images de cataclysmes, Levallois-Perret, Filipacchi, coll. « Les Trésors des archives de Paris Match », 2002, 192 p.  (ISBN 2-85018-692-9)
- Images de guerres, Levallois-Perret, Filipacchi, coll. « Les Trésors des archives de Paris Match », 2002, 192 p.  (ISBN 2-85018-787-9)

Préfacier
- Serge Bramly, Walter Carone. Photographe, Jean-Claude Lattes éditions, 1992
- Pierre Fournié, Laurent Gervereau, Hubert Védrine (préface), René Rémond (introduction), Roger Thérond (avant-propos), Regards sur le monde : trésors photographiques du Quai d'Orsay, 1860-1914, catalogue de l'exposition présentée au musée d'histoire contemporaine (BDIC), du 15 septembre au 10 novembre 2000, Paris, Somogy, AFAA, 2000, 187 p.  (ISBN 2-85056-419-2).

## Expositions
- 6 octobre 1999 - 9 janvier 2000 : Une passion française : photographies de la collection Roger Thérond, Maison européenne de la photographie, Paris[7],[8],[9].

## Distinctions
- Officier de l'Ordre des Arts et des Lettres[5].